# Consell General de la Droma

Electes després de les eleccions de 2011

El Consell General de la Droma (occità Conselh general de la Droma) és l'assemblea deliberant executiva del departament francès de la Droma, a la regió d'Alvèrnia-Roine-Alps.
La seu es troba a Valença i des de 2004 el president és Didier Guillaume (PS).

## Presidents del consell
- Maurice Pic (PS) (1957-1985)
- Rodolphe Pesce (PS) (1985-1992)
- Jean Mouton (1992-2001)
- Charles Monge (2001-2003)
- Jean Mouton (2003-2004)

## Composició
El març de 2011 el Consell General de la Droma era constituït per 36 elegits pels 36 cantons de la Droma.
| Partit                        | Sigles | Electes |
| ----------------------------- | ------ | ------- |
| Majoria (26 escons)           |        |         |
| Partit Socialista             | PS     | 18      |
| Divers Gauche                 | DVG    | 3       |
| Front d'Esquerra              | FG     | 1       |
| Partit Radical d'Esquerra     | PRG    | 2       |
| Les Verts-Europa Ecologia     | LV-EE  | 2       |
| Oposició (10 escons)          |        |         |
| Unió pel Moviment Popular     | UMP    | 7       |
| Moviment Demòcrata            | MoDem  | 1       |
| Divers Droite                 | DVD    | 2       |
| President del Consell General |        |         |
| Didier Guillaume (PS)         |        |         |